# ZZ Top
ZZ Top je rock sastav iz Houstona (Texas) osnovan 1969. godine. Čine ga Billy Gibbons (prvi vokal, gitara), Dusty Hill (vokal, bas-gitara, klavijature) i Frank Beard (bubnjevi, udaraljke). Najveći su im hitovi pjesme La Grange, Tush, Gimme All Your Lovin`, Legs, Sleeping Bag, Rough Boy, Sharp Dressed Man obrade Elvisove Viva Las Vegas i Jailhouse Rock.

## Povijest
Sastav je formiran 1969. godine i među rijetkim je sastavima koji su u 40 godina postojanja zadržali istu postavu, te istog menadžera/producenta.
Komercijalni uspjeh su doživjeli 1970-ih i 1980-ih. Dana 15. ožujka 2004. primljeni su u Rock and Roll Hall of Fame (Rock and Roll kuću slavnih). Uvijek su prepoznatljivog izgleda: Gibbons i Hill uvijek imaju sunčane naočale, dugu bradu (što je ironično jer Frank Beard jedini gotovo uvijek ima samo brkove [beard=brada]) i sličnu odjeću.
Godine 1984. tvrtka Gillette im je ponudila milijun dolara da obriju bradu za reklamu. Odbili su govoreći: "Preružni smo bez njih".

## Članovi
- Billy Gibbons — gitara, vokali (1969.-)
- Frank Beard — bubnjevi, udaraljke (1969.-)
- Dusty Hill — bas-gitara, klavijature (1970. – 2021.)

## Turneje
- Worldwide Texas Tour
- Continental Safari Tour
- Mean Rhythm Global Tour '97
- XXX Tour
- Casino Tour 2002
- European Tour 2002
- Beer Drinkers & Hell Raisers Tour
- 2004 Summer Tour
- Whack Attack Tour 2005
- Hollywood Blues Tour 2007
- 2008 El Camino Ocho Summer Tour
- 2008 In Your Face Fall Tour
- 2009 European Tour

## Diskografija
- 1971. - ZZ Top's First Album
- 1972. - Rio Grande Mud
- 1973. - Tres Hombres
- 1975. - Fandango!
- 1977. - Tejas
- 1977. - The Best of ZZ Top
- 1979. - Degüello
- 1981. - El Loco
- 1983. - Eliminator
- 1985. - Afterburner
- 1990. - Recycler
- 1992. - Greatest Hits
- 1994. - Antenna
- 1994. - One Foot in the Blues
- 1996. - Rhythmeen
- 1999. - XXX
- 2003. - Mescalero
- 2003. - Chrome, Smoke & BBQ
- 2004. - Rancho Texicano
- 2012. - La Futura

## Knjige
- "ZZ Top: Bad and Nationwide" (1985.)
- "ZZ Top" by Mitchell Craven (1. srpnja 1985.)
- "ZZ Top" by Philip Kamin (3. ožujka 1986.)
- "ZZ Top" by Robert Draper (1. srpnja 1989.)
- "Elimination: The ZZ Top Story" (1. prosinca 1991.)
- "Sharp-Dressed Men: ZZ Top Behind the Scenes from Blues to Boogie to Beards" (1. svibnja 1994.)
- "ZZ Top: Elimination" (1. lipnja 1998.)
- "ZZ Top Greatest Hits" (1. srpnja 1999.)
- "The New Best of Zz Top for Guitar (Easy Tab Deluxe)" (1. srpnja 1999.)
- "ZZ Top / XXX (Authentic Guitar-Tab)" (1. ožujka 2000.)
- "ZZ Top - Guitar Anthology" (1. veljače 2003.)
- "Essential ZZ Top" (travanj 2003.)
- "The Very Best of ZZ Top" (1. travnja 2003.)
- "The Best of ZZ Top: A Step-By-Step Breakdown of the Guitar Styles and Techniques of Billy Gibbons" (1. rujna 2003.)
- "Billy F. Gibbons: Rock+Roll Gearhead" (15. listopada 2005.).[2]

## Vanjske poveznice
- Službena stranica (engl.)
- ZZ Top u Rock and Roll kući slavnih  Arhivirana inačica izvorne stranice od 27. ožujka 2009. (Wayback Machine) (engl.)